# CRまわるんパチンコ大海物語3
『CRまわるんパチンコ大海物語3』（シーアールまわるんパチンコおおうみものがたりスリー、英: Great Sea Story 3）は、2014年11月4日に三洋物産から発売されたデジパチタイプのパチンコ。

## 機種一覧
| 名称                             | 発売          |
| -------------------------------- | ------------- |
| CRまわるんパチンコ大海物語3      | 2014年11月4日 |
| CR大海物語3スペシャル            | 2015年4月6日  |
| CRA大海物語3 With アグネス・ラム | 2015年5月11日 |
| CR大海物語BLACK マックス         | 2015年7月6日  |
| CR大海物語BLACK ライト           | 2015年7月6日  |

## 概要
『CR大海物語2』の後継機。大海物語シリーズの4作目。2014年11月4日に第1弾となる『CRまわるんパチンコ大海物語3』が発売された。海物語シリーズでは初めてまわるんシステムを採用しており、通常時の電チュー開放確率を上げ、電チュー周りの釘の一部をまわるんスライダーに置き換えることで電チュー入賞確率を上げている。電チューは30秒に1回の間隔で開くようになっている
。今作では従来の3つのステージ（ラグーン、アトランティス、トレジャー）に加え、初代『海物語』のグラフィックと音を再現したタイムスリップモードがラグーン、アトランティス、トレジャーのそれぞれのステージに対して用意されている。
2015年4月にはまわるんシステムを採用しない『CR大海物語3スペシャル』が発売された。演出は『CRまわるんパチンコ大海物語3』と同様だが、出玉数を増やしている。アタッカー周辺を改善している。
2015年5月11日には遊パチタイプの『CRA大海物語3 With アグネス・ラム』が発売された。『CRまわるんパチンコ大海物語3』と同じくまわるんシステムを採用しており、電チュー入賞がしやすくなるよう改良がなされている。前作までは大当たり終了後のSTは5回だったが、今作からは10回になっている。
2015年7月6日にはロングST機の『CR大海物語BLACK』が発売された。タイトルにナンバリングは無いが『CR大海物語3』シリーズに含まれおり、『CR大海物語3』シリーズの演出・盤面を継承している。まわるんシステムは採用していない。大海物語シリーズ初のロングST機で、MAXスペックとLIGHTスペックの2種類が発売された。事実上『CRスーパー海物語 IN 沖縄3 桜バージョン』の後継機種である。6代目ミスマリンちゃんが出演した最後の機種となっている。

## 図柄
奇数図柄がSUPER LUCKY、偶数図柄がLUCKYと表示される。ミドルタイプでは、奇数図柄が確変大当たり、偶数図柄が通常大当たり（確変昇格の場合あり）となっている。『CRA大海物語3 With アグネス・ラム』では奇数図柄の方がラウンド数と時短回数が多い。『CR大海物語BLACK』では奇数図柄の方がラウンド数が多い。その他図柄に関しては各項目を参照。
- 1. タコ
- 2. ハリセンボン
- 3. カメ
- 4. サメ
- 5. エビ
- 6. アンコウ
- 7. シュゴン
- 8. エンゼルフィッシュ
- 9. カニ
- 裏4. サメ
- キングクジラッキー

『CRまわるんパチンコ大海物語3』、『CR大海物語3スペシャル』、『CRA大海物語3 With アグネス・ラム』に搭載。『CRA大海物語3 With アグネス・ラム』ではマックスラウンド大当たりとなり、大当たりラウンド終了後は100回の電チューサポートに突入する。GREAT LUCKYと表示される。
- ブラッククジラッキー

『CR大海物語BLACK』に搭載。マックスラウンド大当たりとなる。GREAT LUCKYと表示される。

### 大当たり表示とラウンド数
| 機種                             | GREAT LUCKY | SUPER LUCKY | LUCKY   |
| -------------------------------- | ----------- | ----------- | ------- |
| CRまわるんパチンコ大海物語3      | -           | 15R確変     | 15R通常 |
| CR大海物語3スペシャル            | -           | 15R確変     | 15R通常 |
| CRA大海物語3 With アグネス・ラム | -           | 15R 6R      | 4R      |
| CR大海物語BLACK マックス         | 16R         | -           | 4R      |
| CR大海物語BLACK ライト           | 16R         | 8R          | 4R      |

## ステージ解説
ラグーンステージ
シンプルなステージ。
アトランティスステージ
ボタンを使用した演出が楽しめるステージ。最もシンプルな演出のステージである。
トレジャーステージ
ステップアップ予告が搭載されたステージ。ただし一般的なステップアップ予告とは異なり、リーチ後に発生する。
タイムスリップラグーンステージ
初代海物語のグラフィックと音を再現したラグーンステージ。
タイムスリップアトランティスステージ
初代海物語のグラフィックと音を再現したアトランティスステージ。
タイムスリップトレジャーステージ
初代海物語のグラフィックと音を再現したトレジャーステージ。
ブラックパールゾーン
『CR大海物語BLACK』のSTの1回転目から10回転または20回転目に搭載されている特殊ステージ。リーチが成立と大当たり濃厚となる。基本的には上段と下段に同図柄が停止する。
魚群ゾーン
『CR大海物語BLACK』の通常ST中に突入することがある特殊ステージ。
スーパー魚群ゾーン
『CR大海物語BLACK』の魚群ゾーンから発展することがある特殊ステージ。
カウントダウンゾーン
『CR大海物語BLACK』のSTの41回転目から50回転目または91回転目から100回転目に搭載されている特殊ステージ。アトランティスステージのようなボタンを使用した演出のステージとなっている。タイムスリップモードにしているとこのゾーンには突入しない。
なお、タイムスリップモードでは初代海物語の演出を再現したステージとなるが、初代海物語とは以下の点が異なる。
- 波紋リーチではなく黒潮リーチ
- 初代海物語では大当たり終了後「またネ」と出るが、大海3では前作と同様、通常大当たり時に「チャンス」、確変大当たり時に「もう1回」と出る。
- 確変中と時短中のBGMが異なる（前作のBGMがベースとなっている）

## 予告演出
予告なし
リーチ成立直後に演出が起こらないこと。ノーマルリーチ発展濃厚となる。
泡予告
リーチ成立直後に画面下部から泡が発生する演出。スーパーリーチに発展する可能性がある。
大泡予告
ラグーンステージ専用演出。
リーチ成立直後に画面下部から通常よりも大きな泡が発生する演出。ノーマルリーチ発展濃厚となり、大当たりまたは半コマズレのハズレとなる（半コマズレ停止でも再始動する場合がある）。スーパーリーチに発展した場合は、法則崩れにより大当たり濃厚となる。
魚群予告
リーチ成立直後に画面右側から魚群が通過する演出。期待度が高い演出であり、スーパーリーチ発展濃厚となる。ノーマルリーチに発展した場合は、法則崩れにより大当たり濃厚となる。ミドルタイプの確変中に発生して大当たりした場合は確変大当たり濃厚となる。
イルカ予告
アトランティスステージ専用演出。
リーチ成立直後にイルカが画面に出現する演出。スーパーリーチに発展する可能性がある。イルカの代わりにシャチが通過した場合はスーパーリーチ発展濃厚となる。クジラまたは金色のイルカが通過した場合は大当たり濃厚となる。イルカが画面に現れた際にボタンを押すと、イルカが助走なしで画面から消える場合がある。その際は大泡予告相当であり、ノーマルリーチ発展濃厚となり大当たりまたは半コマズレのハズレとなる（半コマズレ停止でも再始動する場合もある）。
ステップアップ予告
トレジャーステージ専用演出。
リーチ成立時に4段階のステップが発生する演出。
ステップ1はリーチ成立時に泡音が鳴る。滑り予告場合、滑ると同時に泡音が発生する。泡音が発生せずにリーチが掛かった場合は大泡予告相当となり、ノーマルリーチ発展濃厚となり大当たりまたは半コマズレのハズレとなる（半コマズレ停止でも再始動する場合もある）。
ステップ2はリーチ成立直後に泡が発生する。泡が発生しなかった場合はノーマルリーチ濃厚となる。
ステップ3はステップ2の泡演出の直後にクラゲが発生する。ステップ3が発生した時点でスーパーリーチ発展濃厚となる。赤いクラゲが出現すれば大当たり濃厚となる。
ステップ4はスーパーリーチ発展時に画面タッチを促される。画面をタッチするとクラゲまたは魚群が出現する。魚群が出現すれば期待度が高くなる。赤いクラゲが出現すれば大当たり濃厚となる。タイムスリップトレジャーステージでは画面タッチを促されることはなく、スーパーリーチに発展した時点で魚群が出現する。何も出現しない場合もある。
滑り予告
下段図柄が効果音とともに半コマ進みあるいは半コマ戻ってリーチがかかる演出。
連続滑り予告
保留内で2回転続いて滑り予告が発生する演出。2回目の滑り予告が発生した時点でその変動での大当たりが濃厚となる。
3Dボイス予告
リーチ成立時のマリンのボイスが3Dサウンドで聴こえる演出。発生時点で期待度が高くなる。ノーマルリーチの場合は法則崩れとなり大当たり濃厚となる。
魚群レーダー予告
スペシャル魚群タイム専用演出。
画面に魚群レーダーが出現し、魚のヒット数が多いほど期待度が高くなる。

## 保留先読み予告
泡前兆予告
チャンス目（同一図柄が非テンパイ形で液晶画面内に3つ停止）が停止する演出。連続するほど期待度が高くなる。3回連続で発生するとリーチ成立濃厚となる。泡がレインボー柄の場合は確変大当たり濃厚となる。
ラグーンステージとタイムスリップモードで発生した場合はリーチ成立濃厚となる。
図柄ナビ予告
泡前兆予告が発生した次の変動の際にを画面をタッチすると、次に止まる図柄のシルエットが表示される演出。通常は上段または下段に出現する。中段に出現すると再度泡前兆予告が発生するか、リーチ成立して大当たり濃厚となる。
シルエット出現と同じタイミングでマリンが出現する場合もあり、マリンのアクションで期待度が変化する。
黒真珠前兆予告
『CR大海物語BLACK』に搭載。ブラックパールゾーン専用演出。
チャンス目（同一図柄が非テンパイ形で液晶画面内に3つ停止）が停止するとブラックパールからオーラが発生し効果音が鳴る演出。発生すると次変動は下段煽り予告が発生濃厚となる。
サイレント疑似連
変動停止の際に、図柄の動きが止まらないまま次の変動に移行する演出。この演出が発生した際は保留が消化されない。
図柄停止予告
図柄が停止する際、不自然に滑って進んだり戻ったりして停止する演出。下段図柄の滑りまたは戻り、中段図柄滑りまたは戻り、上下段同時停止の3種類がある。図柄が滑って停止して泡前兆予告が発生する場合もある。
停止順変化予告
通常は上段、下段、中段の順番で図柄が停止するが、それ以外の順番で停止する演出。
変動順変化予告
変動開始時の図柄の変動方向と変動順が通常とは異なる演出。
カウントダウン予告
変動開始時にマリン及び数字が出現しカウントダウンが始まる演出。基本的に「3」から始まり「0」になるとタッチチャンスが発生する。カウントダウンが「4」以上から始まった場合や、「0」に到達する前にリーチが成立した場合は大当たり濃厚となる。
ドットキャラ演出
マリン、ワリン、ウリン、サム、図柄がドットキャラクターになって画面下部に出現する演出。確変中・ST中に出現する。キャラクターやアクションによって期待度が変化する。
シルエットステージチェンジ予告
変動中にステージチェンジをした際に、画面中心にマリンの顔のシルエットが映し出される演出。発生するとスーパーリーチ濃厚となる。シルエットの色が赤色の場合は期待度が上がり、マリンの代わりにクジラッキーのシルエットが映し出されたら大当たり濃厚となる。
魚群シルエット予告
スペシャル魚群タイム専用演出。
チャンス目が停止すると魚群のシルエットが出現し、シルエット数が多いほど期待度が高くなる。
光る入口予告
アトランティスステージ専用演出。
光る入口が画面に表示された際に裏ボタンを押して、6つのエリアのいずれかに移行する演出。何変動かすると、元のアトランティスステージに戻る。
水晶の間
5つの水晶があるエリア。水晶は保留と連動しており、水晶の色によって期待度が変化する。
真珠の間
画面中央に大きな真珠があるエリア。真珠が発光すると大当たり濃厚となる。
黒潮の間
黒潮が流れている深海のエリア。黒潮リーチに発展すると大当たり濃厚となる。
女神像の間
大きな女神像があるエリア。女神像リーチに発展すると大当たり濃厚となる。
泡の間
泡を吹き出す珊瑚礁があるエリア。泡が大きくなったり白い泡が出現すると期待度が高くなる。
クジランド入口
突入した時点で奇数図柄での大当たりが濃厚となるエリア。
背景変化予告
トレジャーステージ専用演出。
舵や剣などのギミックが何かしらのアクションを起こす演出。
ドット保留演出
『CRA大海物語3 With アグネス・ラム』に搭載。
保留ランプの上にドットの図柄キャラクターがいる演出。キャラクターは図柄の順番通りに並んでいる。電チュー入賞するとジャンプする。図柄キャラクターの代わりにドットのマリンが出現すると、その保留はスーパーリーチ発展濃厚となる。
下段煽り予告
『CR大海物語BLACK』に搭載。ブラックパールゾーン専用演出。
上段図柄停止後に下段図柄がすぐに止まらずリーチ発生を煽る演出。ダブルリーチ煽りだと期待度が高くなり、リーチが成立すると大当たり濃厚となる。

## チャンスボタン演出
ブレーキアクション
リーチ後から図柄停止までの間にボタンを押すと、変動中の中段図柄が反応しブレーキアクションをする演出。中段図柄の目が大きくなると期待度がやや高くなる。炎目になると期待度がさらに高くなり、ハート目になると奇数図柄での大当たり濃厚となる。
奇数昇格演出
偶数図柄が揃って昇格スクロールが発生する直前にボタンを押すと6代目ミスマリンちゃん（『CRA大海物語3 With アグネス・ラム』ではアグネス・ラム）がカットインされる演出。この演出が発生すると、大当たりラウンド中のBGMが条件を満たしていなくてもプレミアムソングが全曲開放となる。
図柄アクション予告
リーチが成立した際に画面をタッチすると図柄が動き、アイコンを表示させる演出。アイコンは星、エクスクラメーションマーク、音符、ハートの4種類があり、音符の場合はスーパーリーチ発展濃厚（ノーマルリーチに発展した場合は大当たりまたは半コマズレ）、魚群の場合は魚群出現濃厚、ハートの場合は大当たり濃厚となる。
タイムスリップモードではタッチすると図柄が動くが、アイコンは表示されない。
裏タッチ演出
マリンちゃんリーチが発生した際に画面をタッチすると、マリンが手を振る演出。画面をタッチするとマリンが手を振る、手を早く振る、ウィンク、指を3本立てる、ピースサインのいずれかが発生する。ウィンクの場合は期待度が高くなる。指を3本立てるとトリプルリーチに発展する。ピースサインの場合は大当たり濃厚となる。
裏ボタン演出
本作から搭載された新規演出。
スーパーリーチが発生した際に十字キーの中央ボタンを押すと出現する演出。
珊瑚礁リーチ発生の際に押すと珊瑚礁の周りに魚が出現する。クマノミが出現すると期待度が高くなる。ネッシィが出現するすると大当たり濃厚となる。
女神像リーチ発生の際に押すと女神像が背中を向け、イルカの彫刻、クマノミの彫刻、クジラッキーの彫刻のいずれかが出現する。クマノミの彫刻だと期待度が高くなる。クジラッキーの彫刻だと大当たり濃厚となる。
宝の山リーチ発生の際に押すと山が崩れる。山が崩れた際にクマノミが出現すると期待度が高くなる。骸骨船長が出現すると大当たり濃厚となる。
黒潮リーチ発生の際に押すと、図柄のミニキャラまたはクマノミが出現する。クマノミが出現した場合は期待度が高くなる。図柄のミニキャラの場合、リーチ図柄と一致していれば大当たり濃厚となる。クジラッキーまたはクジラブリーの場合も大当たり濃厚となる。
マリンちゃんリーチ発生の際に押すと、何も反応がない場合と投げキッスをする場合がある。投げキッスが発生すると大当たり濃厚となる。
タイムスリップモードには搭載されていない。

## リーチ演出
ノーマルリーチ
特に何も起こらないリーチ演出。期待度は低い。シングルリーチ及びダブルリーチのどちらからも発展する。通常時に半コマズレ停止をすると再始動が発生する可能性が高くなっている。ST中は期待度が高くなっており、大当たりまたは半コマズレのハズレとなる（半コマズレ停止でも再始動する場合がある）。
珊瑚礁リーチ
ラグーンステージ専用演出。
シングルリーチから発展し、画面下部から珊瑚礁が出現する演出。珊瑚礁の高さが通常よりも高い場合は期待度が高くなる。
女神像リーチ
アトランティスステージ専用演出。
シングルリーチから発展し、画面下部から女神像が出現する演出。女神像の高さが通常よりも高い場合は期待度が高くなる。
宝の山リーチ
トレジャーステージ専用演出。
シングルリーチから発展し、画面下部から宝の山が出現する演出。宝の山の高さが通常よりも高い場合は期待度が高くなる。
黒潮リーチ
シングルリーチから発展し、画面に黒潮が流れる演出。黒潮の流れが通常より速い場合は期待度が高くなる。
トレジャーSPリーチ
『CR大海物語BLACK』に搭載。カウントダウンゾーン専用演出。
画面に黒潮の流れが発生し、ボタンプッシュまたは画面タッチを促される演出。画面タッチを促されるた場合は期待度が高くなる。
マリンちゃんリーチ
ダブルリーチから発展し、画面上部からマリンが登場する演出。ステージによってマリンの水着が異なる。期待度は予告により変化する。
ラグーンステージ及びアトランティスステージでは、マリンの指の間隔が通常より広いと期待度が高くなる。
トレジャーステージでは、フレームの色がオレンジ及びフレーム内の三角のマークが赤色に変化した場合は期待度が高くなる。
押しボタン演出
アトランティスステージ専用演出。
スーパーリーチに発展した際に画面にボタンアイコンが出現し、ボタンプッシュを促される演出。押すと泡または魚群が出現する。
タッチチャンス
チャンス目（同一図柄が非テンパイ形で液晶画面内に3つ停止）が停止し泡前兆予告が発生しなかった時、カウントダウン予告が0になった時、変動開始直後、ノーマルリーチのいずれかから発生することがある。マリンが登場し強制的に奇数図柄でのシングルリーチが成立し、画面タッチを促される。画面をタッチすると奇数図柄での大当たりまたはハズレとなる。通常時に発生した場合は大当たり濃厚となる。
トリプルリーチ
ノーマルリーチやスーパーリーチから発展する場合がある。リーチラインがシングルやダブルからトリプルに変化する。タッチアイコンが出現し、タッチすると魚群やクラゲが出現する。スペシャル魚群タイム中に発生した場合はタッチするとスペシャル魚群が出現する場合もあり、その場合は大当たり濃厚となる。
バブルチャンス
図柄停止後に、画面に小さな泡が出現した際に発生する。ワリンが登場し強制的にダブルリーチが成立し、画面をタッチするように促される。画面をタッチすると大当たりまたはハズレとなる。
ぽいぽいチャンス
左上・右上・中央・左下・右下の順にハリセンボン・タコ・カメ・サメ・エビが停止すると必ず発生する。ウリンが登場しジュゴンのリーチが成立する。ウリンが持っている物をサメ、エビ、チョウチンアンコウ、ジュゴンの順番で手に持ち、ボタンを連打してジュゴンまで到達すると奇数大当たりになる。サメ、エビ、チョウチンアンコウで止まるとハズレとなる。
魚群レーダーリーチ
スペシャル魚群タイム専用のスーパーリーチ。ボタン、タッチ、チャージの順で期待度が高くなる。

## プレミアム演出
泡系プレミアム
泡予告に関するプレミアム演出。数種類存在する。
ネッシィ泡
ネッシィが入った泡が出現する演出。
クジラッキー泡
クジラッキーが入った泡が出現する演出。
クジラブリー泡
クジラッキーが入った泡とクジラブリーが出現する演出。
ミスマリン泡
6代目ミスマリンちゃんが入った泡が出現する演出。
V字泡
Vの字をかたどった泡が出現する演出。
メガ泡
大泡よりさらに大きい泡が出現する演出。
超泡
泡が途切れずに図柄が揃うまで出現し続ける演出。
レインボー泡
レインボー色の泡が出現する演出。
泡&魚群予告
泡予告が発生した直後に魚群予告が発生する演出。
魚群系プレミアム
魚群予告に関するプレミアム演出。数種類存在する。
赤魚群
赤魚群（実際には赤色と紫色が混ざったような魚群）が出現する演出。後述のサム系プレミアムに発展する。
逆魚群
画面左側から魚群が出現する演出。通常は画面右側から出現する。
超魚群
魚群が途切れずに図柄が揃うまで出現し続ける演出。
クマノミ魚群
紫色のクマノミのみで構成された魚群が出現する演出。
V字魚群
黄色の魚がV字になって出現する演出。
ミニ魚群
小さな魚の群れが出現する演出。
ぎっしり魚群
画面の背景が見えなくなるほどの魚群が出現する演出。
メガ魚群
巨大な魚の群れが出現する演出。
スパイラル魚群
魚群がスパイラル状に流れる演出。
回転魚群
魚群が回転する演出。
前面魚群
魚群が図柄の前面を流れる演出。通常は図柄の後ろを流れる。
魚群&クジラッキー
魚群と一緒にクジラッキーが出現する演出。
ネッシィ魚群
魚群と一緒にネッシィが出現する演出。
スロー魚群
魚群が通常よりも遅い動きで流れる演出。
旧魚群
初代『海物語』に登場したドットの魚群が出現する演出。
魚群&リーチ図柄
魚群の最後尾にリーチ図柄が1体出現する演出。
クジラッキー群
魚群の代わりにクジラッキーの群れが出現する演出。
一時停止魚群
魚群が流れる際に一時停止する演出。
スペシャル魚群
スペシャル魚群タイム専用演出。
画面奥から画面左側へと光を放つ巨大な魚群が流れる演出。
サム系プレミアム
各スーパーリーチ中にサムが出現すれば奇数図柄での大当たりが濃厚となる。『CRA大海物語3 With アグネス・ラム』では15ラウンド大当たり、『CR大海物語BLACK』では16ラウンド大当たり濃厚となる。
マッスル珊瑚礁リーチ
ラグーンステージ専用演出。
シングルリーチから発展する。珊瑚礁リーチが発生した際に、サムが画面下部から珊瑚礁を持ち上げて登場する。
マッスル女神像リーチ
アトランティスステージ専用演出。
シングルリーチから発展する。女神像リーチが発生した際に、サムが画面下部から女神像を持ち上げて登場する。
ガイコツ船長リーチ
トレジャーステージ専用演出。
シングルリーチから発展する。宝の山リーチが発生した際に、宝の山が回転しガイコツ船長が登場する。サムは登場しないが、便宜上サム系に分類される。
ダイビングリーチ
シングルリーチから発展する。黒潮リーチが発生した際に、画面右側からサムが泳いで登場する。
ポージングリーチ
ラグーンステージ及びアトランティスステージ専用演出。
ダブルリーチから発展し、マリンの代わりにサムが画面上部から登場する。
プレミアムシャッターチャンスリーチ
トレジャーステージ専用演出。
ダブルリーチから発展し、マリンの代わりにサムが水中カメラを持って画面上部から登場する。
実写サム
スペシャル魚群タイム専用演出。
スペシャル魚群が出現した際にサムのボイスが流れる演出。図柄揃いの直後に実写のサムが出現する。
枠外プレミアム
図柄が枠外で揃った場合、効果音の後に図柄が枠内に移動し大当たりとなる演出。必ず発生する訳ではない。
枠上プレミアム
中段図柄と下段図柄が同じ図柄で停止した際、全図柄が上方向に移動して図柄が揃った状態で戻る演出。
枠下プレミアム
中段図柄と上段図柄が同じ図柄で停止した際、全図柄が下方向に移動して図柄が揃った状態で戻る演出。
ボイスプレミアム
変動開始時などにマリン、ワリン、ウリン、サム、6代目ミスマリンちゃんのいずれかのボイスが流れる演出。
サウンドプレミアム
変動音が『海物語』のものに変化する演出。
クジラプレミアム
リーチ成立時、巨大なクジラが出現する演出。
最長突破当たり
ロングリーチから発展する。機種によって発展する演出が異なる。
『CRまわるんパチンコ大海物語3』と『CR大海物語3スペシャル』では、ノーマルリーチ経由の場合はマリンが登場した後にパールフラッシュが発生し2ラウンド確変大当たりとなる。スーパーリーチ経由の場合はパールフラッシュが発生し2ラウンド確変大当たりとなる。その後は確変（大海チャンス）に突入する。2ラウンド確変大当たりが報知された直後にパールフラッシュが発生し、15ラウンド確変大当たり（大海ボーナス）に突入する場合もある。
『CRA大海物語3 With アグネス・ラム』と『CR大海物語BLACK』では、パールフラッシュが発生し奇数図柄での大当たりとなる。
ミスマリンカットイン
『CRまわるんパチンコ大海物語3』、『CR大海物語3スペシャル』、『CR大海物語BLACK』に搭載。
リーチ成立直後に6代目ミスマリンちゃん（小柳歩、大浦育子、美月）がカットインされる演出。
アグネス・ラムカットイン
『CRA大海物語3 With アグネス・ラム』に搭載。
リーチ成立直後にアグネス・ラムがカットインされる演出。
ビタ止まり
リーチ成立中に中段の図柄が壁にぶつかったかのように停止して大当たりになる演出。
裏サメ停止
1図柄と9図柄のダブルリーチの際に中段の中央に裏4が停止する演出。停止すると再始動が発生し、1図柄か9図柄のどちらかでの大当たりとなる。
逆変動
図柄が左側から右側に変動する演出。通常は右側から左側に変動する。
上下段図柄逆変動
変動開始時、上段図柄と下段図柄が左側から右側に変動する演出。
中段図柄逆変動
リーチ成立時、中段図柄が左側から右側に変動する演出。
オール当たりプレミアム
ノーマルリーチ発展時、中段の図柄が全てリーチ図柄に変化する演出。
全回転リーチ
全図柄が揃った状態で変動する演出。図柄が停止する際は、通常は上段・下段・中段の順番で停止するが、全図柄が揃った状態で停止する。
変動全回転
回転開始時から図柄が3つ揃った状態で変動する演出。7図柄が停止する。
タッチ全回転
変動中に画面がブラックアウトし、画面タッチを促され全回転が発生する演出。奇数図柄での大当たりが濃厚となる。
ミスマリン全回転
『CRまわるんパチンコ大海物語3』、『CR大海物語3スペシャル』に搭載。
背景に6代目ミスマリンちゃんの映像が流れて全回転が発生する演出。「飛び出せサマー」が流れる。
ブランク図柄クジラッキープレミアム
リーチ成立時、中段のブランク図柄がクジラッキーに変化する演出。クジラブリーと一緒に登場する場合もあるがどちらも大当たり濃厚となる。
リベンジプレミアム
半コマズレハズレ時、直後に画面に映っている全図柄の表情が変化し、中段の図柄が動いて大当たりになる演出。
空動き告知
変動中にパールランプがかすかに動く演出。
背景キャラ通過予告
ラグーンステージ専用演出。
変動中に潜水艦、クジラッキー、クジラッキー&クジラブリー、サムのいずれかが通過する演出。サムが通過した場合はサム系プレミアムに発展する。
突当たり
リーチが成立したが、リーチ成立を知らせるのボイスが流れずそのまま大当たりになる演出。
オール同図柄プレミアム
変動停止時、上段・中段・下段それぞれに同じ図柄が3つずつ停止する演出。合計で9個出現する。
親子図柄変化プレミアム
リーチ成立時、リーチになった上段図柄と下段図柄、中段の全ての図柄が親子図柄（2図柄、7図柄、8図柄）と単体図柄（1図柄、3図柄、4図柄、5図柄、6図柄、9図柄）が入れ替わる演出。
ドデカ図柄
リーチ成立時、中段に巨大化したリーチ図柄が専用の効果音とともに出現する演出。
初代海物語リーチ
珊瑚礁リーチ及びマリンちゃんリーチが、初代『海物語』のグラフィックに変化する演出。タイムスリップモードは対象外。
即当たり
リーチ成立直後に全図柄がバウンドストップして大当たりになる演出。
タッチアイコン変化プレミアム
タッチアイコンに表示されている手の形がピースサインに変化する演出。
ブラックアウトプレミアム
変動中に突如ブラックアウトが発生しボタンプッシュを促される演出。ボタンを押すとパールフラッシュが発生し奇数図柄での大当たりとなる。
キングクジラッキーリーチ
『CRまわるんパチンコ大海物語3』、『CR大海物語3スペシャル』、『CRA大海物語3 With アグネス・ラム』に搭載。
キングクジラッキー図柄がリーチになる演出。発展した時点でマックスラウンド大当たり（ミドルタイプでは確変大当たり）が濃厚となる。
ブラッククジラッキーリーチ
『CR大海物語BLACK』に搭載。
ブラッククジラッキー図柄がリーチになる演出。発展した時点でマックスラウンドでの大当たりが濃厚となる。
キングクジラッキー図柄昇格スクロール
通常図柄で大当たりした直後に、図柄が高速に動き出してキングクジラッキー図柄に昇格する演出。
入れ替わりプレミアム
6図柄の数字が反転して9図柄に変化する演出。3つのパターンがある。
中図柄回転
9図柄のシングルリーチの際に中段に6図柄が停止して、中段の6図柄の数字が反転して9図柄に変化して大当たりになる演出。
上下図柄回転
6図柄のシングルリーチの際に中段に9図柄が停止して、上段と下段の6図柄の数字が反転して9図柄に変化して大当たりになる演出。
リーチ図柄回転
6図柄のシングルリーチの際に発生し、上段と下段の数字が反転して9図柄のリーチに変化する。
パンドラボックス
変動停止時、中段中央のブランク図柄がパンドラボックスに変化する演出。パンドラボックスが破裂して再始動が発生し大当たりとなる。
ブランクボタン図柄プレミアム
変動停止時、ブランク図柄がボタンアイコンに変化し、その直後にクジラッキーボタンアイコンに変化する演出。
カサゴ図柄プレミアム
タイムスリップモード専用演出。
リーチ成立後、中段に『ギンギラパラダイス』に登場したカサゴ図柄（10番）が出現する演出。停止時は必ずカサゴ図柄は中心に来るように停止し、その後再始動して大当たりとなる。
3・4・1図柄停止
『CRA大海物語3 With アグネス・ラム』と『CR大海物語BLACK』に搭載。
中央列に3・4・1図柄が停止する演出。発生すると大当たり濃厚となる。
背景矛盾演出
『CRA大海物語3 With アグネス・ラム』に搭載。
STが決められた回数の消化が終わっても時短に移行せず、そのままSTが続く演出。
アグネス・ラム保留先読み演出
『CRA大海物語3 With アグネス・ラム』のST専用演出。
ハズレ目停止時に背景にアグネス・ラムが出現する演出。
純ハズレ目停止
『CR大海物語BLACK』に搭載。ブラックパールゾーン専用演出。
上段と下段それぞれに別の図柄が停止する演出。タッチ全回転に発展する。

## 大当たりラウンド演出

### 大当たりラウンド突入前
パールチャンス
『CR大海物語BLACK』に搭載。
図柄が揃った直後に突入する昇格演出。マリンの「パールフラッシュを鳴らしてね」というセリフの直後にボタンプッシュが促され、プッシュすると偶数図柄、奇数図柄、ブラッククジラッキー図柄のいずれかが出現する。ボタンプッシュの際にサムが出現すればブラッククジラッキー図柄濃厚となる。

### 大当たりラウンド中
ラブリーチャンス
『CRまわるんパチンコ大海物語3』、『CR大海物語3スペシャル』に搭載。
通常大当たりのラウンド中に発生する昇格演出。マリンが出現し画面タッチが促される。パールフラッシュが発生すれば確変大当たりとなる。通常は7ラウンド目に発生するが、それ以外のラウンドで発生すると昇格濃厚となる。
保留連チャン示唆演出
『CRA大海物語3 With アグネス・ラム』に搭載。
大当たりラウンド中に突如ブラックアウトが発生し画面タッチが促される演出。タッチすると図柄が出現し、その図柄が揃う保留のランプが点滅する。キングクジラッキー図柄が出現する場合もある。点滅しているランプの手前で大当たりになることもあり、その場合も点滅している保留でも大当たりに突入する。
マックスラウンド報知演出
マックスラウンド以外の大当たりの際に、ラウンド途中にパールフラッシュとともに6代目ミスマリンちゃんまたはアグネス・ラムが出現して、マックスラウンドが告知される演出。

### 大当たりラウンド終了後
エンディングチャンス
『CRまわるんパチンコ大海物語3』と『CR大海物語3スペシャル』に搭載。
通常大当たり時のエンディング画面で確変が告知される演出。
「いつものラウンド」の場合は、エンディング画面で「もう1回」の文字とともにサムが登場して告知される。
その他の楽曲を選択した場合は、エンディング画面で「もう1回」の文字とともに6代目ミスマリンちゃんのカットインが発生して告知される。
金魚群
大当たりラウンド終了後のエンディング画面で金魚群が出現する演出。保留内で奇数図柄揃いの大当たりが濃厚となる。
ボタンプッシュ予告
大当たりラウンド終了後のエンディング画面でボタンプッシュが促される演出。ボタンを押すと金魚群が出現する。
背景変化
偶数図柄揃いの大当たりでいつものラウンドのエンディング画面での背景に変化が起こる演出。水面が光っている場合は確変昇格の期待度が高くなる。
アグネスチャンス
『CRA大海物語3 With アグネス・ラム』に搭載。
大当たりラウンド終了後のエンディング画面でチャンスタイム回数（ST＋時短）の替わりにアグネス・ラムのサインが表示される演出。保留内での大当たりが濃厚となる。

## その他演出
再始動
リーチが外れた際に、中段図柄が再び動き出して大当たりになる演出。ダブルリーチで発生した場合は奇数図柄での大当たりとなる。
昇格スクロール
通常図柄で大当たりした直後に図柄が高速に動き出して奇数図柄に昇格する演出。
マリンちゃん2段階
マリンちゃんリーチで偶数図柄が揃った直後、マリンが掛け声とともに中段図柄をビンタして再始動が起き、もう片方のリーチ図柄である奇数図柄揃いの大当たりになる演出。
ロングリーチ
ノーマルリーチやスーパーリーチが止まらず長く変動し続ける演出。最長突破当たりに発展する。
法則崩れ
さまざまな予告で発生する。予告なしからスーパーリーチに発展する、魚群予告からノーマルリーチに発展する、大泡予告からスーパーリーチに発展するなどがあり、発生すると大当たり濃厚となる。

## スペシャル魚群タイム
魚群をメインとしたRTC機能を用いた特殊演出モード。演出発生の周期は各ホールで設定できる仕様になっており、1時間または2時間に1回の周期で発生する。演出の時間はカウントダウン1分とイベント5分の計6分間で構成されている。スペシャル魚群が発生することで大当たり濃厚となる。

### 楽曲
1時間または2時間ごとに使用される楽曲が切り替わる。
『CRまわるんパチンコ大海物語3』、『CR大海物語3スペシャル』、『CRA大海物語3 With アグネス・ラム』、『CR大海物語BLACK』全て共通となっている。
- 「オーケストラメドレー」
- 「オリジナルメドレー」（「〜春〜 ありがとう」、「〜夏〜 ドキドキ☆サマードライブ」、「〜秋〜 コスモスはぁと」、「〜冬〜 ドットdeマリン.」のインストアレンジメドレー）
- 「飛び出せサマー」（歌：ミスマリ）
- 「マリンブルー・シークレット」（歌：ミスマリ）

## 待機画面演出
魚群チェック
その日の魚群が出現した変動において、魚群が出現した全変動回数に対する大当たりが占めた割合が、「その日の魚群の調子」として5段階で評価される。大当たりが占めた割合が多いほど調子がいいとみなされる。
大当り履歴
過去の大当たり時の液晶図柄、ステージ、回転数、演出の履歴を見ることができる。
魚群占い
泡や魚群による占いを遊ぶことができる。ただし、占いの結果は実戦結果を予告するものではない。
大海水族館
『CRA大海物語3 With アグネス・ラム』に搭載。
大当たりの際に揃った図柄が水槽に溜まる演出。揃った回数に応じて図柄に「×1」といった表示がされる。

## パールフラッシュ
画面上部にある役物。変動時の一発告知としての機能を果たしており、演出が発生した時点で大当たり濃厚となる。大当たりラウンド中やエンディング時の昇格演出としても使用されている。一発告知にはショートとロングの2種類があり、ショートは大当たり濃厚、ロングは奇数図柄での大当たり濃厚となる。

## 大当たり・確変・時短

### CRまわるんパチンコ大海物語3／CR大海物語3スペシャル
確変ループ機となっており、大当たりラウンド終了後は基本的に奇数図柄大当たりだと確変に突入し、偶数図柄大当たりだと100回の時短に突入する。ただし、偶数図柄で当たってもラウンド中にSUPER LUCKYに昇格する場合がある。2ラウンド確変大当たりも搭載されており、3・4・1図柄停止で突入する。2ラウンド確変大当たり終了後は確変（大海チャンス）に突入する。3・4・1図柄停止直後にパールフラッシュが発生し15ラウンド確変大当たり（大海ボーナス）に突入する場合もある。

### CRA大海物語3 With アグネス・ラム
ST機となっており、大当たりラウンド終了後は必ず10回のSTと時短に突入する。時短の回数は図柄によって異なる。電サポ回数は基本的に奇数図柄が50回で偶数図柄が25回だが、偶数図柄で当たってもLUCKYのまま昇格演出なしで電サポ50回に突入することがある。

### CR大海物語BLACK
ロングST機となっており、図柄が揃うと大当たりラウンドに移行する前にパールチャンスに突入する。奇数図柄で当たった場合はSUPER LUCKY以上が確定であり、偶数図柄で当たった場合もSUPER LUCKY以上が当選したり、LUCKYに突入してもラウンド途中でSUPER LUCKY以上に昇格したりすることがある。大当たりラウンド終了後は必ずST（マックスタイプは101回、ライトタイプは51回）に突入する。STの初めはブラックパールゾーンに突入する（マックスタイプは1回目目から20回転目まで、ライトタイプは1回転目から10回転目まで）。ブラックパールゾーン終了後はいつものSTに移行し、残り10回転になるとカウントダウンゾーンに突入する。ただし、タイムスリップモードの場合は、カウントダウンゾーンに突入せず最後までいつものSTのままで、変動開始時に残り回数のカウントのみ行われる。カウントダウンゾーン終了後は電チューサポートが無いSTが1回転ある（泣きの1回）。

## プレミアムラウンド

### CRまわるんパチンコ大海物語3／CR大海物語3スペシャル
大当たりラウンドはクジランドを進んでいくことにより選択できる。複数のエリアに分かれており、前回の当たりでアトランティスエリア以外のエリアに突入していた場合は、2連チャンしたときに該当のステージにワープできる。緑マス及び赤マスはアニメラウンド、青マスはいつものラウンド、ピンクマスはミスマリンラウンド、オレンジマスはインフォメーションラウンドとなっている。
- アトランティスエリア
  - 15ラウンド大当たり2連荘
    - アニメラウンド：BGMはマリンが歌う「海物語 〜Go!Go! SEA STORY〜」。

  - 15ラウンド大当たり3連荘 - 下記の3つから1つを選択できる。
    - いつものラウンド：いつものラウンド。
    - インフォメーションラウンド：BGMは海物語のテーマ（通常のラウンド曲）でラウンド中に台の演出情報が紹介される。
    - ミスマリンラウンド：ミスマリ（6代目ミスマリンちゃん）が歌う「飛び出せサマー」。

  - 15ラウンド大当たり4連荘
    - アニメラウンド：マリンが歌う「期待100%フラッシュ!」
- モンスターエリア
  - 15ラウンド大当たり5連荘 - 下記の3つから1つを選択できる。
    - いつものラウンド：いつものラウンド。
    - インフォメーションラウンド：BGMは海物語のテーマ（通常のラウンド曲）でラウンド中に台の演出情報が紹介される。
    - アニメラウンド：マリンが歌う「トキメク キラメク ユメイロセカイ」
- ジャングルエリア
  - 15ラウンド大当たり6連荘 - 下記の3つから1つを選択できる。
    - いつものラウンド：いつものラウンド。
    - インフォメーションラウンド：BGMは海物語のテーマ（通常のラウンド曲）でラウンド中に台の演出情報が紹介される。
    - アニメラウンド：ワリンが歌う「ジャングルツアーLet's GO!!」

  - 15ラウンド大当たり7連荘
    - アニメラウンド：サムが歌う「ミラクル♥フレンズ」
- トレジャーエリア
  - 15ラウンド大当たり8連荘 - 下記の3つから1つを選択できる。
    - いつものラウンド：いつものラウンド。
    - インフォメーションラウンド：BGMは海物語のテーマ（通常のラウンド曲）でラウンド中に台の演出情報が紹介される。
    - アニメラウンド：ウリンが歌う「ネバギバ!」

  - 15ラウンド大当たり9連荘
    - ミスマリンラウンド：ミスマリ（6代目ミスマリンちゃん）が歌う「マリンブルー・シークレット」
- 未来都市エリア
  - 15ラウンド大当たり10連荘 - 下記の2つから1つを選択できる。
    - いつものラウンド：いつものラウンド。
    - インフォメーションラウンド：BGMは海物語のテーマ（通常のラウンド曲）でラウンド中に台の演出情報が紹介される。
    - アニメラウンド：マリンが歌う「“Sea” you again」
- 中央広場エリア
  - 15ラウンド大当たり11連荘
    - ミスマリンラウンド：ミスマリ（6代目ミスマリンちゃん）が歌う「アイツに夏」
- クジラッキーキャッスル
  - 15ラウンド大当たり12連荘
    - アニメラウンド：海物語オールスターズが歌う「Great Sea Parade」
- 大海物語2ランド
  - 春アニメ：マリンが歌う「〜春〜 ありがとう」
  - 夏アニメ：マリンが歌う「〜夏〜 ドキドキ☆サマードライブ」
  - 秋アニメ：マリンが歌う「〜秋〜 コスモスはぁと」
  - 冬アニメ：マリンが歌う「〜冬〜 ドットdeマリン.」

### CRA大海物語3 With アグネス・ラム
- 1回目：いつものラウンド
- 2連荘達成：マリンが歌う「海物語 〜Go!Go! SEA STORY〜」、マリンが歌う「期待100%フラッシュ!」
- 3連荘達成：マリンが歌う「夏色 〜Touch My Heart〜」、マリンが歌う「トキメク キラメク ユメイロセカイ」
- 4連荘達成：サムが歌う「ミラクル♥フレンズ」、ワリンが歌う「ジャングルツアーLet's GO!!」
- 5連荘達成：マリンが歌う「『だいすき』って気持ち 〜ハワイアンバージョン〜」、ウリンが歌う「ネバギバ!」
- 6連荘達成：マリンが歌う「“Sea” you again」、海物語オールスターズが歌う「Great Sea Parade」
- 15ラウンド大当たり突入：マリンが歌う「きっと。。。魚群」

### CR大海物語BLACK
- 1回目：いつものラウンド
- 2連荘達成：マリンが歌う「海物語 〜Go!Go! SEA STORY〜」、マリンが歌う「トキメク キラメク ユメイロセカイ」
- 3連荘達成：マリンが歌う「シューティング☆ジェットコースター」
- 4連荘達成：マリンが歌う「期待100%フラッシュ!」
- 5連荘達成：ワリンが歌う「ジャングルツアーLet's GO!!」、6代目ミスマリンちゃんが歌う「夏空 -かけがえのないDays-」
- 6連荘達成：サムが歌う「ミラクル♥フレンズ」、6代目ミスマリンちゃんが歌う「夏の奇跡」
- 7連荘達成：ウリンが歌う「ネバギバ!」、6代目ミスマリンちゃんが歌う「星に伝えて」
- 8連荘達成：マリンが歌う「“Sea” you again」
- 9連荘達成：海物語オールスターズが歌う「Great Sea Parade」

## スペック
| 型式                         | 型式                         | CRまわるんパチンコ大海物語3 HMB       | CR大海物語3スペシャル MTE-1          | CRA大海物語3 SAP（With アグネス・ラム）                                                                    | CR大海物語BLACK XLA      | CR大海物語BLACK YMA             |
| ---------------------------- | ---------------------------- | ------------------------------------- | ------------------------------------ | --- | ------------------------ | ------------------------------- |
| 特賞種別                     | 特賞種別                     | デジパチ                              | デジパチ                             | デジパチ                                                                                                   | デジパチ                 | デジパチ                        |
| 大当たり確率                 | 通常時                       | 1/348.6                               | 1/348.6                              | 1/99.902                                                                                                   | 1/399.6                  | 1/199.8                         |
| 大当たり確率                 | 高確率時                     | 1/34.8                                | 1/34.8                               | 1/19.5 | 1/67.8                   | 1/40.2                          |
| タイプ                       | タイプ                       | ミドル                                | ミドル                               | 遊パチ | マックス                 | ライトミドル                    |
| 賞球数                       | 賞球数                       | 3 & 2 & 10 & 12                       | 3 & 2 & 10 & 13                      | 3 & 1 & 10 & 13                                                                                            | 3 & 2 & 10 & 15          | 3 & 2 & 10 & 13                 |
| ラウンド・カウント数         | ラウンド・カウント数         | 15R or 2R・8C                         | 15R or 2R・9C                        | 15R or 6R or 4R・9C                                                                                        | 16R or 8R・8C            | 16R or 8R or 4R・8C             |
| 大当たりシステム             | 大当たりシステム             | 確変ループ                            | 確変ループ                           | ST | ロングST                 | ロングST                        |
| 確変突入率                   | 確変突入率                   | 60/100（60%）                         | 62/100（62%）                        | 100/100（100%、ST10回）                                                                                    | 100/100（100%、ST101回） | 100/100（100%、ST51回）         |
| 大当たりの内訳（始動口共通） | 大当たりの内訳（始動口共通） | 15R確変：50% 2R確変：10% 15R通常：40% | 15R確変：54% 2R確変：8% 15R通常：38% | 15R（ST10回+時短90回）：4% 6R（ST10回+時短40回）：60% 4R（ST10回+時短40回）：7% 4R（ST10回+時短15回）：29% | 16R：50% 8R：50%         | 16R：25.0% 8R：37.5% 4R：37.5%  |
| 大当たり出玉                 | 大当たり出玉                 | 1330個                                | 1620個                               | 15R：1580個 6R：630個 4R：420個                                                                            | 16R：1800個 8R：900個    | 16R：1530個 8R：765個 4R：380個 |
| リミット                     | リミット                     | なし                                  | なし                                 | なし | なし                     | なし                            |
| 電サポ                       | 確変                         | 確変大当たり終了後次回まで            | 確変大当たり終了後次回まで           | 大当たり終了後ST10回                                                                                       | 大当たり終了後ST101回    | 大当たり終了後ST51回            |
| 電サポ                       | 時短                         | 通常大当たり終了後100回               | 通常大当たり終了後100回              | ST終了後90回・40回・15回                                                                                   | なし                     | なし                            |
| 保留の数                     | 保留の数                     | 上始動口4個+下始動口4個               | 上始動口4個+下始動口4個              | 上始動口4個+下始動口4個                                                                                    | 上始動口4個+下始動口4個  | 上始動口4個+下始動口4個         |
| 保留の優先消化               | 保留の優先消化               | なし（入賞順に消化）                  | なし（入賞順に消化）                 | なし（入賞順に消化）                                                                                       | なし（入賞順に消化）     | なし（入賞順に消化）            |